# My Father is Strange
My Father is Strange (hangul: 아버지가 이상해; hanja: 아버지가 異常해; rr: Abeojiga Isanghae) é um série de televisão sul-coreana exibida pela KBS2 de 4 de março a 27 de agosto de 2017, estrelado por Kim Yeong-cheol, Kim Hae-sook, Ryu Soo-young, Lee Yoo-ri, Lee Joon, Jung So-min, Ryu Hwa-young e Ahn Hyo-seop. A série de televisão ganhou enorme popularidade e foi estendida por 2 episódios (original 50).

## Enredo
Sobre uma família de classe média que mora nos arredores de Seul, que consiste em pai, esposa, três filhas e um filho. No entanto, um dia, um jovem, que é uma celebridade, aparece na casa alegando que é filho da família.

## Elenco

### Elenco principal
- Kim Yeong-cheol como Byun Han-soo/Lee Yoon-seok[2]
- Kim Hae-sook como Na Young-shil
- Lee Joon como Ahn Joong-hee[3]
- Min Jin-woong como Byun Joon-young
  - Oh Jae-moo como Byun Joon-young (jovem)
- Lee Yoo-ri como Byun Hye-young[4]
- Jung So-min como Byun Mi-young
- Ryu Hwa-young como Byun Ra-young[5]
- Ryu Soo-young como Cha Jung-hwan
- Ahn Hyo-seop como Park Chul-soo[6]

### Elenco de apoio

#### Família alargada da casa de Byun
- Lee Mi-do como Kim Yoo-joo
- Park Hye-sook como Kim Mal-boon
- Lee Jun-hyeok como Na Young-shik
- Jang So-yeon como Lee Bo-mi
- Jung Joon-won como Na Min-ha

#### Pessoas ao redor de Park Chul-soo Park Chul-soo
- Song Won-seok como Park Young-hee, irmão de Chul-soo
- Lee Hyun-joo
- Lee Byung-joon como Park Hong-ik, o pai de Chul-soo e Young-hee

#### Família de Cha Jeong-hwan
- Kang Seok-woo como Cha Kyu-taek
- Song Ok-sook como Oh Bok-nyeo

#### Estendida
- Jung Hee-tae como Kang Woo-sung - gerente geral da Gabi Entertainment
- Kang Da-bin como Jin Sung-joon - ator popular
- Sora Jung como Ahn Soo-jin - mãe de Joong-hee
- Nam Tae-bu como Nam Tae-bu - gerente de Ahn Joong-hee
- Choi Dae-sung como vice-diretor - diretor da estação de radiodifusão de Jung-hwan
- Jung Soo-kyo como Jong-bum - PD júnior de Jung-hwan
- Kim Da-ye como Im Yeon-ji - PD júnior de Jung-hwan
- Yoon Young-min como líder da equipe Lee Se-jin - gGerente de equipe de gerenciamento da Gabi Entertainment
- Lee Chang como Ryoo Gyoon-sang - Diretor do drama 'Oh My Boss'
- Jo Hyun-jin como líder da equipe Lim Jung-yoon - líder de arte da Gabi Entertainment
- Jo Wang-ki como professor de atuação de Joong-hee
- Choi Dae-hoon como PD Lee
- Park Seo-young como professor de matemática da escola Onjeong
- Song Min-ji como amigo de Hye-young
- Choi Na-moo como ex-aluno do ensino médio de Mi-young
- So Hee-jung como mãe de Yoo-joo
- Han Choon-il como proprietário
- Park Seung-tae como a tia de Han-soo
- Jun Hyun-tae como chefe do centro comunitário
- Hong Yi-joo como instrutor de Yoga do centro comunitário 1
- Jun Hye-young como Instrutor de Yoga do Centro Comunitário 2
- Yoo Il-han como Instrutor de Yoga do Centro Comunitário 3
- Kim Bo-neui como Gabi Entertainment Art Team Staff
- Lee Seung-joon como repórter Kim Geun-soo
- Sung Chan-ho como executivo corporativo sênior
- Yeo Un-bok como gerente da Pizza House
- Choi Young como detetive da Delegacia Central de Polícia
- Jin Hyun-kwang como advogado Lee Chan-soo
- Lee Jae-Uk como Do Jung-tae
- Son Dong-hwa como Lee Shi-hoon
- Kim Jong-ho como fotógrafo
- In Sung-ho
- Son Joo-won
- Jung Han-jin
- Ham Jin-sung
- Lee Hyun-joo
- Lee Bong-ryun
- Seo Kwang-jae
- Lee Eun-sung
- Kim Tae-rang
- Min Joon-hyun
- Lee Tae-gum
- Gong Yoon-chan
- Lee Seo-hwan
- Park Min-jung
- Kim Min-kyung
- Choi In-sook
- Kim Do-kyum

### Aparições especiais
- Kim Jung-young como mãe de Yoon-seok
- Jo Woo-jong como apresentador de Love and Battlefield
- Kwon Jae-kwang como diretor de 2 Days 1 Night Together
- Kim Jung-ha
- Seo Yoon-ah como Hyun-ji - ex-namorada de Ahn Joong-hee
- Hak-jin como Yeon Tae-soo - o ex-namorado de Byun Ra-young
- Kim Chanmi como equipe de teatro
- Lee Na-eun como equipe de teatro
- Uhm Ji-in
- Sung Hyuk como Moon Ji-sang

## Trilha sonora

### Parte 1
| N.º            | Título                   | Artista              | Duração |  |
| 1.             | "It's You" (그게 너라고) | Na Yoon-kwon, Da-eun | 03:41   |  |
| 2.             | "It's You" (Inst.)       |                      | 03:41   |  |
| Duração total: | Duração total:           | Duração total:       | 07:22   |  |

### Parte 2
| N.º            | Título              | Artista        | Duração |  |
| 1.             | "Love Song"         | Nam Joo        | 02:42   |  |
| 2.             | "Love Song" (Inst.) |                | 02:42   |  |
| Duração total: | Duração total:      | Duração total: | 05:24   |  |

### Parte 3
| N.º            | Título             | Artista         | Duração |  |
| 1.             | "My Heart"         | Kim Hyung-joong | 03:52   |  |
| 2.             | "My Heart" (Inst.) |                 | 03:51   |  |
| Duração total: | Duração total:     | Duração total:  | 07:43   |  |

### Parte 4
| N.º            | Título                                       | Artista               | Duração |  |
| 1.             | "Kongdak Kongdak (Acoustic Ver.)" (콩닥콩닥) | Sugar Bubble Acoustic | 04:00   |  |
| 2.             | "Kongdak Kongdak (Acoustic Ver.)" (Inst.)    |                       | 04:00   |  |
| Duração total: | Duração total:                               | Duração total:        | 08:00   |  |

## Classificações
- Na tabela abaixo, os números azuis representam as audiências mais baixas e os números vermelhos representam as audiências mais elevadas.

| Episódio | Data de transmissão  | Audiência média | Audiência média | Audiência média | Audiência média |
| Episódio | Data de transmissão  | TNmS            | TNmS            | AGB Nielsen     | AGB Nielsen     |
| Episódio | Data de transmissão  | Em todo o país  | Seul            | Em todo o país  | Seul            |
| -------- | -------------------- | --------------- | --------------- | --------------- | --------------- |
| 1        | 4 de março de 2017   | 21.1% (1st)     | 19.4% (1st)     | 22.9% (1st)     | 22.7% (1st)     |
| 2        | 5 de março de 2017   | 24.4% (1st)     | 23.3% (1st)     | 26.5% (1st)     | 25.7% (1st)     |
| 3        | 11 de março de 2017  | 19.6% (1st)     | 18.8% (1st)     | 21.4% (1st)     | 20.7% (1st)     |
| 4        | 12 de março de 2017  | 21.9% (1st)     | 21.1% (1st)     | 24.4% (1st)     | 24.5% (1st)     |
| 5        | 18 de março de 2017  | 21.1% (1st)     | 20.7% (1st)     | 22.5% (1st)     | 21.4% (1st)     |
| 6        | 19 de março de 2017  | 26.2% (1st)     | 23.5% (1st)     | 27.1% (1st)     | 26.3% (1st)     |
| 7        | 25 de março de 2017  | 22.6% (1st)     | 21.0% (1st)     | 22.4% (1st)     | 21.6% (1st)     |
| 8        | 26 de março de 2017  | 26.9% (1st)     | 25.1% (1st)     | 26.8% (1st)     | 25.6% (1st)     |
| 9        | 1 de abril de 2017   | 23.5% (1st)     | 19.8% (2nd)     | 21.9% (1st)     | 21.9% (1st)     |
| 10       | 2 de abril de 2017   | 26.4% (1st)     | 24.6% (1st)     | 25.8% (1st)     | 25.5% (1st)     |
| 11       | 8 de abril de 2017   | 22.0% (1st)     | 19.6% (2nd)     | 22.3% (1st)     | 22.4% (1st)     |
| 12       | 9 de abril de 2017   | 25.5% (1st)     | 23.3% (1st)     | 26.8% (1st)     | 25.9% (1st)     |
| 13       | 15 de abril de 2017  | 22.9% (1st)     | 20.7% (1st)     | 22.8% (1st)     | 22.4% (1st)     |
| 14       | 16 de abril de 2017  | 27.6% (1st)     | 25.5% (1st)     | 28.0% (1st)     | 27.6% (1st)     |
| 15       | 22 de agosto de 2017 | 24.7% (1st)     | 22.5% (1st)     | 23.0% (1st)     | 22.4% (1st)     |
| 16       | 23 de abril de 2017  | 24.4% (1st)     | 22.8% (1st)     | 23.5% (1st)     | 23.4% (1st)     |
| 17       | 29 de abril de 2017  | 24.4% (1st)     | 23.1% (1st)     | 24.2% (1st)     | 23.9% (1st)     |
| 18       | 30 de abril de 2017  | 28.2% (1st)     | 26.5% (1st)     | 27.1% (1st)     | 26.7% (1st)     |
| 19       | 6 de maio de 2017    | 25.7% (1st)     | 25.1% (1st)     | 25.2% (1st)     | 24.4% (1st)     |
| 20       | 7 de maio de 2017    | 28.8% (1st)     | 27.1% (1st)     | 29.2% (1st)     | 28.4% (1st)     |
| 21       | 13 de maio de 2017   | 24.7% (1st)     | 25.3% (1st)     | 26.1% (1st)     | 25.6% (1st)     |
| 22       | 14 de maio de 2017   | 27.9% (1st)     | 27.7% (1st)     | 30.4% (1st)     | 29.2% (1st)     |
| 23       | 20 de maio de 2017   | 24.7% (1st)     | 22.6% (1st)     | 24.0% (1st)     | 23.0% (1st)     |
| 24       | 21 de maio de 2017   | 30.2% (1st)     | 28.6% (1st)     | 30.5% (1st)     | 29.3% (1st)     |
| 25       | 27 de maio de 2017   | 25.1% (1st)     | 23.5% (1st)     | 24.2% (1st)     | 23.8% (1st)     |
| 26       | 28 de maio de 2017   | 30.5% (1st)     | 29.7% (1st)     | 31.0% (1st)     | 31.1% (1st)     |
| 27       | 3 de junho de 2017   | 25.6% (1st)     | 24.1% (1st)     | 26.4% (1st)     | 25.1% (1st)     |
| 28       | 4 de junho de 2017   | 28.7% (1st)     | 27.6% (1st)     | 31.0% (1st)     | 30.7% (1st)     |
| 29       | 10 de junho de 2017  | 27.3% (1st)     | 25.6% (1st)     | 26.1% (1st)     | 25.1% (1st)     |
| 30       | 11 de junho de 2017  | 29.9% (1st)     | 27.9% (1st)     | 31.7% (1st)     | 30.9% (1st)     |
| 31       | 17 de junho de 2017  | 25.8% (1st)     | 23.6% (1st)     | 26.5% (1st)     | 25.2% (1st)     |
| 32       | 18 de junho de 2017  | 30.5% (1st)     | 28.1% (1st)     | 31.6% (1st)     | 31.1% (1st)     |
| 33       | 24 de junho de 2017  | 27.1% (1st)     | 25.1% (1st)     | 27.4% (1st)     | 27.5% (1st)     |
| 34       | 25 de junho de 2017  | 29.7% (1st)     | 28.6% (1st)     | 31.4% (1st)     | 31.2% (1st)     |
| 35       | 1 de julho de 2017   | 27.0% (1st)     | 25.1% (1st)     | 28.8% (1st)     | 28.7% (1st)     |
| 36       | 2 de julho de 2017   | 31.7% (1st)     | 29.8% (1st)     | 33.2% (1st)     | 33.0% (1st)     |
| 37       | 8 de julho de 2017   | 28.8% (1st)     | 26.7% (1st)     | 28.8% (1st)     | 28.8% (1st)     |
| 38       | 9 de julho de 2017   | 31.9% (1st)     | 29.7% (1st)     | 32.5% (1st)     | 32.4% (1st)     |
| 39       | 15 de julho de 2017  | 28.1% (1st)     | 26.3% (1st)     | 28.7% (1st)     | 29.0% (1st)     |
| 40       | 16 de julho de 2017  | 31.5% (1st)     | 29.7% (1st)     | 33.4% (1st)     | 33.1% (1st)     |
| 41       | 22 de julho de 2017  | 28.1% (1st)     | 25.3% (1st)     | 27.0% (1st)     | 26.9% (1st)     |
| 42       | 23 de julho de 2017  | 32.7% (1st)     | 30.2% (1st)     | 32.1% (1st)     | 32.3% (1st)     |
| 43       | 29 de julho de 2017  | 24.1% (1st)     | 27.8% (1st)     | 28.0% (1st)     | 28.2% (1st)     |
| 44       | 30 de julho de 2017  | 32.4% (1st)     | 28.4% (1st)     | 31.0% (1st)     | 31.2% (1st)     |
| 45       | 5 de agosto de 2017  | 27.1% (1st)     | 23.8% (1st)     | 28.3% (1st)     | 28.4% (1st)     |
| 46       | 6 de agosto de 2017  | 32.3% (1st)     | 28.8% (1st)     | 32.2% (1st)     | 32.4% (1st)     |
| 47       | 12 de agosto de 2017 | 27.8% (1st)     | 24.4% (1st)     | 27.9% (1st)     | 27.2% (1st)     |
| 48       | 13 de agosto de 2017 | 32.6% (1st)     | 30.3% (1st)     | 34.1% (1st)     | 34.4% (1st)     |
| 49       | 19 de agosto de 2017 | 27.7% (1st)     | 25.2% (1st)     | 30.3% (1st)     | 30.1% (1st)     |
| 50       | 20 de agosto de 2017 | 34.1% (1st)     | 31.2% (1st)     | 36.5% (1st)     | 36.3% (1st)     |
| 51       | 26 de agosto de 2017 | 29.2% (1st)     | 25.6% (1st)     | 28.6% (1st)     | 28.2% (1st)     |
| 52       | 27 de agosto de 2017 | 33.1% (1st)     | 30.3% (1st)     | 33.7% (1st)     | 33.3% (1st)     |
| Média    | Média                | 27.2%           | 25.4%           | 27.8%           | 27.4%           |

## Prêmios e indicações
| Ano  | Prémio                   | Categoria                                      | Indicação                  | Resultado | Ref.                              |
| ---- | ------------------------ | ---------------------------------------------- | -------------------------- | --------- | --------------------------------- |
| 2017 | Brand of the Year Awards | Atriz do ano                                   | Lee Yoo-ri                 | Venceu    | [carece de fontes?]               |
| 2017 | 10th Korea Drama Awards  | Grande Prêmio (Daesang)                        | Kim Yeong-cheol            | Indicado  | [carece de fontes?]               |
| 2017 | 10th Korea Drama Awards  | Prêmio de excelência, ator                     | Min Jin-woong              | Venceu    | [carece de fontes?]               |
| 2017 | 1st The Seoul Awards     | Melhor atriz coadjuvante                       | Jung So-min                | Indicado  | [carece de fontes?]               |
| 2017 | 2017 Asia Artist Awards  | Prêmio Rookie                                  | Ahn Hyo-seop               | Venceu    | [carece de fontes?]               |
| 2017 | 31st KBS Drama Awards    | Grande Prêmio (Daesang)                        | Kim Yeong-cheol            | Venceu    | [ 9 ] [ 10 ] [ 11 ] [ 12 ] [ 13 ] |
| 2017 | 31st KBS Drama Awards    | Prêmio de excelência superior, ator            | Kim Yeong-cheol            | Indicado  | [ 9 ] [ 10 ] [ 11 ] [ 12 ] [ 13 ] |
| 2017 | 31st KBS Drama Awards    | Prêmio de excelência superior, atriz           | Lee Yoo-ri                 | Venceu    | [ 9 ] [ 10 ] [ 11 ] [ 12 ] [ 13 ] |
| 2017 | 31st KBS Drama Awards    | Prêmio de excelência superior, atriz           | Kim Hae-sook               | Indicado  | [ 9 ] [ 10 ] [ 11 ] [ 12 ] [ 13 ] |
| 2017 | 31st KBS Drama Awards    | Prêmio de excelência, ator em série dramática  | Kim Yeong-cheol            | Indicado  | [ 9 ] [ 10 ] [ 11 ] [ 12 ] [ 13 ] |
| 2017 | 31st KBS Drama Awards    | Prêmio de excelência, ator em série dramática  | Lee Joon                   | Indicado  | [ 9 ] [ 10 ] [ 11 ] [ 12 ] [ 13 ] |
| 2017 | 31st KBS Drama Awards    | Prêmio de excelência, ator em série dramática  | Ryu Soo-young              | Indicado  | [ 9 ] [ 10 ] [ 11 ] [ 12 ] [ 13 ] |
| 2017 | 31st KBS Drama Awards    | Prêmio de excelência, atriz em série dramática | Jung So-min                | Indicado  | [ 9 ] [ 10 ] [ 11 ] [ 12 ] [ 13 ] |
| 2017 | 31st KBS Drama Awards    | Prêmio de excelência, atriz em série dramática | Kim Hae-sook               | Indicado  | [ 9 ] [ 10 ] [ 11 ] [ 12 ] [ 13 ] |
| 2017 | 31st KBS Drama Awards    | Prêmio de excelência, atriz em série dramática | Lee Yoo-ri                 | Indicado  | [ 9 ] [ 10 ] [ 11 ] [ 12 ] [ 13 ] |
| 2017 | 31st KBS Drama Awards    | Melhor atriz coadjuvante                       | Lee Mi-do                  | Indicado  | [ 9 ] [ 10 ] [ 11 ] [ 12 ] [ 13 ] |
| 2017 | 31st KBS Drama Awards    | Melhor nova atriz                              | Ryu Hwa-young              | Venceu    | [ 9 ] [ 10 ] [ 11 ] [ 12 ] [ 13 ] |
| 2017 | 31st KBS Drama Awards    | Melhor ator jovem                              | Jung Joon-won              | Venceu    | [ 9 ] [ 10 ] [ 11 ] [ 12 ] [ 13 ] |
| 2017 | 31st KBS Drama Awards    | Prêmio Netizen - Feminino                      | Lee Yoo-ri                 | Indicado  | [ 9 ] [ 10 ] [ 11 ] [ 12 ] [ 13 ] |
| 2017 | 31st KBS Drama Awards    | Prêmio Netizen - Feminino                      | Jung So-min                | Indicado  | [ 9 ] [ 10 ] [ 11 ] [ 12 ] [ 13 ] |
| 2017 | 31st KBS Drama Awards    | Melhor casal                                   | Ryu Soo-young e Lee Yoo-ri | Venceu    | [ 9 ] [ 10 ] [ 11 ] [ 12 ] [ 13 ] |